# ティトゥス・ウェトゥリウス・ゲミヌス・キクリヌス (紀元前494年の執政官)
ティトゥス・ウェトゥリウス・ゲミヌス・キクリヌス（Titus Veturius Geminus Cicurinus）はパトリキ（貴族）出身の共和政ローマ初期の政治家・軍人。紀元前494年に執政官（コンスル）を務めた。

## 出自
キクリヌスはウェトゥリウス氏族の出身である。ゲミヌス（双子）と言う名前から、紀元前499年の執政官ガイウス・ウェトゥリウス・ゲミヌス・キクリヌスとは双子の兄弟と思われる。
彼の息子ティトゥス・ウェトゥリウス・ゲミヌス・キクリヌスもゲミヌスを名乗っているが、紀元前462年に執政官となっている。

## 執政官
紀元前494年に執政官に就任、同僚執政官はアウルス・ウェルギニウス・トリコストゥス・カエリオモンタヌスであった。両執政官は聖山事件（en）につながるプレブス（平民）の不満に直面していた。両執政官はこれを元老院に訴えたが、元老院は両執政官が騒乱を鎮めるためにその権力を使用していないと非難した。ローマの騒乱を見たウォルスキ、サビニおよびアエクイはローマに対して戦争の準備を開始した。これに対するため元老院は二人に市民から兵を徴募するように命令したが、市民はこれを拒否した。ここに至って元老院は事態を認識し、この危機に対する議論を開始しマニウス・ウァレリウス・マクシムスを独裁官（ディクタトル）を選んだ。
合計で10個軍団が編成され、キクリヌスは3個軍団を率いてアエクイと戦った。詳細は不明であるが、アエクイ軍をラティウムからは駆逐したものの、山岳部での戦いでは反撃を受けた。
独裁官マクシムスも同僚執政官キカエリオモンタヌスもそれぞれ軍を率いて勝利した。しかし軍がローマに戻ると、元老院はプレブスとの妥協を拒否し、このためマクシムスは辞任した。その後再びアエクイが敵対行動を見せると、元老院は軍団に出撃を命じた。市民はこの一連の出来事に憤慨した。軍事宣誓を無効とするため、市民は執政官の暗殺までも計画した。しかしながら、宣誓はそれ自体が神聖なものとみなされるため、この犯罪行為を実施したとしても、それが免除されることはなかった。この後すぐにプレブスはローマから離反してモンテ・サクロ（聖山）に立て篭もり、その解決は翌年の執政官に引き継がれることとなる。

## 参考資料
- ティトゥス・リウィウス『ローマ建国史』
- ハリカルナッソスのディオニュシオス『ローマ古代誌』